# David Manners, 11.º Duque de Rutland
David Charles Robert Manners, 11.° Duque de Rutland (nascido a 8 de maio de 1959) é um nobre britânico e proprietário.

## Biografia
Rutland é o filho mais velho do 10º Duque de Rutland com a sua segunda mulher, a antiga Frances Sweeny. Foi educado na Stanbridge Earls School, perto de Romsey, em Hampshire, que entretanto fechou. Sucedeu ao seu pai nos títulos em 4 de janeiro de 1999. Tem um irmão mais novo, Lorde Edward Manners, uma irmã, Dama Teresa Manners, e uma meia-irmã, Dama Charlotte Manners.
A casa ancestral de Rutland é o Castelo de Belvoir, na zona norte de Leicestershire. Tem uma fortuna pessoal estimada em 125 milhões de libras, mas teve de vender um quadro para manter o Castelo de Belvoir.
O Duque foi um apoiante do Partido da Independência do Reino Unido e organizou eventos de angariação de fundos no Castelo de Belvoir. Participou em seis eleições intercalares para a Câmara dos Lordes, entre 2005 e 2016.
No verão de 2005, Rutland comprou o hotel e restaurante Manners Arms Country em Knipton, perto de Grantham, que tinha sido construído para o 6º Duque de Rutland como pavilhão de caça durante a década de 1880. A sua esposa participou ativamente nos trabalhos de renovação da propriedade.

## Casamento e descendência
Rutland casou com Emma Watkins, filha de um agricultor galês de Knighton, Powys, a 6 de junho de 1992, no Castelo de Belvoir. Separaram-se em 2012. O casal tem cinco filhos:
- Violet Lindesay-Bethune, Viscondessa Garnock (n. 18 de Agosto de 1993),[6] casou-se em 2025 com William James Lindesay-Bethune, Visconde Garnock.[7]
- Alice Louisa Lilly Manners (n. 27 de abril de 1995).
- Eliza Charlotte Manners (n. 17 de julho de 1997).
- Charles John Montague Manners, Marquês de Granby (n. 3 de julho de 1999).
- Hugo William James Manners (n. 24 de julho de 2003).

A esposa do atual duque é quem dirige as actividades comerciais do Castelo de Belvoir, incluindo festas de tiro, casamentos e uma gama de mobiliário.

## Controvérsias
Em 2016, o Duque foi proibido de conduzir durante um ano depois de ter acumulado 24 pontos na sua carta de condução. O Duque foi apanhado em excesso de velocidade duas vezes em Nottinghamshire, uma vez em North Yorkshire e outra em Derbyshire num período de oito meses. Foi também condenado a pagar £3.025 em multas e custos. O Duque não compareceu na audiência.
Em julho de 2018, o Duque foi alvo de escrutínio por ter anunciado lugares para actores para actuarem sem remuneração no Castelo de Belvoir. O sindicato dos artistas criticou o anúncio, dizendo que era “inaceitável” pedir aos atores que trabalhassem sem remuneração e o anúncio foi posteriormente retirado.
Em outubro de 2023, o Duque foi amplamente criticado por ter queimado uma quantidade significativa de charnecas nas suas terras em redor de Sheffield. O incidente causou um grande incidente de poluição atmosférica local e deu origem a apelos para que a queima de charnecas para a caça ao galo silvestre fosse proibida. O Presidente da Câmara de South Yorkshire, Oliver Coppard, descreveu o incidente como: “um momento de verdadeira raiva e preocupação”. O Duque “lamentou que tivessem sido ateados tantos fogos no dia em questão e que muito fumo se tivesse espalhado por Sheffield”, mas não compareceu nem enviou um representante ao evento de investigação organizado para o ano seguinte.

## Livros
Manners publicou o seguinte livro, sob o nome de "David Rutland":
- Resolution: Two Brothers. A Nation in Crisis. A World at War (2017), coescrito com Emma Ellis.[14]

## Brasão de armas
|  | CoroaA coroa de um Duque EscudoSobre um Chapeau Gules virado para cima Arminho um Pavão no seu orgulho próprio SuportesDe cada lado um unicórnio armado, com crina, tufos e sem regras LemaPour Y Parvenir (“Para o conseguir”) |